# Walter Nigg
Walter Nigg (* 6. Januar 1903 in Luzern; † 17. März 1988 in Bülach) war ein Schweizer reformierter Theologe.

## Leben
Walter Nigg studierte Philosophie und Evangelische Theologie an den Universitäten von Göttingen, Leipzig und Zürich. Dort wurde er 1927 zum Lic. theol. promoviert; 1931 folgte die Habilitation mit einer Untersuchung über Franz Overbeck. 
Er war zunächst Pfarrer in Stein AR und von 1939 bis zu seiner Pensionierung 1970 in Dällikon-Dänikon. 1940 wurde er zum Titularprofessor für Kirchengeschichte an der Universität Zürich ernannt. Seine Aufmerksamkeit als Kirchenhistoriker galt nicht zuletzt der Frömmigkeitsgeschichte, die seinerzeit von vielen Kollegen kaum beachtet wurde. 
1955 gab Nigg seine Professur auf und widmete sich fortan ganz dem Schreiben. In den 1920er-Jahren war er dem Buch Frauen der Romantik der Schriftstellerin Margarete Susman begegnet, das eine damals neue, künstlerisch-literarische Biographik vertrat. Nigg übernahm diese Methode für seine eigene Arbeit. Die in Zürich lebende Susman wurde zur «Beraterin» und zur «Begleiterin seines literarischen Schaffens».
Nigg porträtierte in seinen Büchern viele bekannte und vergessene Gestalten – Heilige, Denker, Künstler und Ketzer – aus der Geschichte des Christentums. Indem er sich sein Leben lang mit dem katholischen Thema der Heiligen befasste, leistete er einen bedeutenden Beitrag im Rahmen der ökumenischen Annäherung der christlichen Konfessionen.
Seine persönliche Bibliothek ging an das Institut für Ökumenische Studien der Universität Freiburg (Schweiz), wo eine Forschungsstelle zu Leben und Werk Niggs besteht. Nigg hat die Arbeiten von Pavel Florenskij und  Sergei Bulgakow bereits 1925 intensiv rezipiert. Er hat sich ausführlich mit der Schrift Aufrichtige Erzählungen eines russischen Pilgers in seinem Buch Des Pilgers Wiederkehr auseinandergesetzt, eine Schrift, die von zentraler Bedeutung auch für die Imjaslavie, der Verehrung des Namens Gottes-Bewegung in der russischen Orthodoxie zu Beginn des 20. Jahrhunderts wurde. Auf diese Weise trug Nigg mit zum ökumenischen Schwerpunkt der Schweizer katholischen wie reformierten Theologie bei. Diese Ökumene berücksichtigt auch die russische Orthodoxie.
Nigg wurde 1949 von der Theologischen Fakultät der Universität Marburg mit der Ehrendoktorwürde ausgezeichnet.

## Werk
Seine rund 50 Bücher erschienen seit 1927 in verschiedenen Verlagen der Schweiz und Deutschlands (u. a. Artemis Verlag, Walter Verlag) und sind heute grösstenteils vergriffen. Der Diogenes Verlag, Zürich, erwarb 1993 die Weltrechte und veröffentlicht noch heute Werke von Walter Nigg (u. a. «Grosse Heilige» und «Das Buch der Ketzer»).

## Schriften
- Das religiöse Moment bei Pestalozzi. De Gruyter, Berlin/Leipzig 1927.
- Franz Overbeck. Versuch einer Würdigung. (Beck, München 1931). Römerhof Verlag, Zürich 2009.
- Die Kirchengeschichtsschreibung. Grundzüge ihrer historischen Entwicklung. Beck, München 1934 (Diss. theol.)
- Geschichte des religiösen Liberalismus. Entstehung, Blütezeit, Ausklang. Niehans, Zürich 1937.
- Kirchliche Reaktion. Dargestellt an Michael Baumgartens Lebensschicksal. Haupt, Bern 1939.
- Martin Bubers Weg in unserer Zeit. Haupt, Bern 1940.
- Hermann Kutters Vermächtnis. Haupt, Bern 1941.
- Religiöse Denker. Kierkegaard, Dostojewskij, Nietzsche, Van Gogh. Haupt, Bern 1942.
- Das ewige Reich. Geschichte einer Sehnsucht und einer Enttäuschung. Rentsch, Zürich 1944.
- Große Heilige. Artemis, Zürich 1946.
- Das Buch der Ketzer. Artemis, Zürich 1949.
- Gebete der Christenheit. Agentur des Rauhen Hauses, Hamburg 1950.
- Maler des Ewigen. Meditationen über religiöse Kunst. Grünewald – Michelangelo – El Greco – Rembrandt. Artemis, Zürich 1951.
- Vom Geheimnis der Mönche. Artemis, Zürich 1953.
- Des Pilgers Wiederkehr. Drei Variationen über ein Thema. Artemis, Zürich 1954.
- Der christliche Narr. Artemis, Zürich 1956.
- Prophetische Denker. Artemis, Zürich 1957.
- Heimliche Weisheit. Mystisches Leben in der evangelischen Christenheit. Artemis, Zürich 1959.
- Maler des Ewigen. Band II: Moderne Ikonen. Artemis, Zürich 1961.
- Botschafter des Glaubens. Der Evangelisten Leben und Wort. Walter, Olten 1962.
- Glanz der Legende. Eine Aufforderung, die Einfalt wieder zu lieben. Artemis, Zürich 1964.
- Wallfahrt zur Dichtung. Annette von Droste-Hülshoff – Jeremias Gotthelf – Nikolai Gogol. Artemis, Zürich 1966.
- Buch der Büßer. Neun Lebensbilder. Walter, Olten 1970.
- Der verborgene Glanz oder Die paradoxe Lobpreisung. Walter, Olten 1971.
- Drei große Zeichen. Elias – Hiob – Sophia. Walter, Olten 1972.
- Was bleiben soll. Zehn biographische Meditationen. Walter, Olten 1973.
- Vom beispielhaften Leben. Neun Leitbilder und Wegweisungen. Walter, Olten 1974.
- Heilige im Alltag. Walter, Olten 1976.
- Don Bosco. Ein zeitloser Heiliger. Don-Bosco, München 1977.
- Heilige ohne Heiligenschein. Walter, Olten 1978.
- Thomas Morus - Der Heilige des Gewissens. Herder, Freiburg im Breisgau 1978.
- Bleibt, ihr Engel, bleibt bei mir (mit Karl Gröning). Propyläen, Frankfurt am Main 1978.
- Gerhard Tersteegen: Wir sind hier fremde Gäste. Eine Auswahl aus seinen Schriften. 2. Aufl. Wuppertal 1980.
- Große Unheilige. Walter, Olten 1980.
- Heilige und Dichter. Walter, Olten 1982.
- Mary Ward. Eine Frau gibt nicht auf. (Don-Bosco, München 1983). Römerhof Verlag, Zürich 2009.
- Felix und Regula. Aneignung einer Legende. Schweizer Verlagshaus, Zürich 1983.
- Der Teufel und seine Knechte. Walter, Olten 1983.
- Rebellen eigener Art. Eine Blumhardt-Deutung. Quell, Stuttgart 1988.
- Ein Wörtlein über meine Bücher und weitere autobiographische Texte. Reinhardt, Basel 2010, ISBN 978-3-7245-1713-9.